# Pangaeus bilineatus
Pangaeus bilineatus är en insektsart som först beskrevs av Thomas Say 1825.  Pangaeus bilineatus ingår i släktet Pangaeus och familjen taggbeningar. Inga underarter finns listade i Catalogue of Life.